# ولتر بايتون
ولتر جري بايتون (بالإنجليزية: Walter Payton)‏ (المولود في 25 من يوليو 1954م – 1 من نوفمبر 1999م)كان واحدًا من مدافعي كرة القدم الأمريكية الذين لعبوا لفريق شيكاغو بيرز في دوري كرة القدم الأمريكية (NFL) لمدة ثلاثة عشر (13) موسمًا. وكان يدعى ولتر في دوري كرة القدم الأمريكية باسم «سويتنس» (Sweetness). وسيظل يذكره التاريخ كواحد من أفضل مدافعي كرة القدم الأمريكية. وقد تم اختيار بايتون تسع مرات لمباراة برو بول، مرة بسبب اختياره ضمن سجل الدوري لأفضل العدائين ومباريات تاتشدون (touchdown) ومجالات الرمي وساحات المناوشة وساحات جميع الأغراض الأخرى والعديد من التصنيفات الأخرى. وقد تم ترشيحه للوحة مشاهير كرة القدم في عام 1993م. وقد وصف مايك ديتاكا (Mike Ditka) لاعب دوري كرة القدم الأمريكية والمدرب المدرج ضمن قائمة المشاهير بايتون بأنه أفضل لاعب كرة قدم أمريكية رآه في حياته كما أنه الأفضل من الناحية الإنسانية.
بدأ بايتون خطواته الأولى في مهنة كرة القدم في المسيسيبي وواصل في طريقه حتى حصل على مكانة مرموقة في دوري كرة القدم الجامعي في جامعة ولاية جاكسون حيث كان في أول أمريكان (All-American). وقد بدأ حياته المهنية مع فريق بيرز في عام 1975م حيث اختاره كرابع ملتقط شامل في 1975 سنة الالتحاق 1975. استمر بايتون في اللعب حتى حصل مرتين على جائزة أفضل لاعب في دوري كرة القدم الأمريكية كما فاز بلقب سوبر بول اكس اكس (Super Bowl XX) في عام 1985م طوال مسيرته مع فريق شيكاغو بيرز. وبعد معاناة مع المرض الكبدي النادر، التهاب الطرق الصفراوية المصلب البدئي لعدة شهور، فارق بايتون الحياة في الأول من نوفمبر عام 1999م عن عمر يناهز 45 عامًا إثر إصابته بمرض سرطان الأوعية الصفراوية. وتتضمن وصيته جائزة والتر بايتون وجائزة والتر بايتون لرجل العام والوعي المتنامي بالحاجة إلى التبرع بالأعضاء.

## وصلات خارجية
- ولتر بايتون على موقع مرجع كرة القدم المحترفة.كوم (الإنجليزية)

- Payton34.com, the Walter and Connie Payton Foundation
- Walter Payton Cancer Fund
- Walter Payton Liver Center at the University of Illinois Medical Center at Chicago
- Walter Payton tribute page at the Chicago Bears
- Payton needs liver transplant, Sports Illustrated, February 2, 1999
- Biography at Bearshistory.com
- ولتر بايتون على موقع IMDb (الإنجليزية)
- ولتر بايتون على موقع الموسوعة البريطانية (الإنجليزية)
- ولتر بايتون على موقع إن إن دي بي (الإنجليزية)
- أخبار مُجمّعة وتعليقات عن ولتر بايتون في موقع صحيفة نيويورك تايمز.

| الجوائز و الإنجازات      | الجوائز و الإنجازات                                                 | الجوائز و الإنجازات          |
| ------------------------ | ------------------------------------------------------------------- | ---------------------------- |
| سبقه بيرتن جونز          | AP NFL Most Valuable Player 1977 season                             | تبعه تيري باردشاو            |
| السجلات                  |                                                                     |                              |
| سبقه جيمس ناثانيال براون | الدوري الوطني لكرة القدم الأمريكية 1984–2002                        | تبعه إيميت سميث [الإنجليزية] |
| سبقه أو جاي سيمبسون      | NFL single-game rushing record November 20, 1977 – October 22, 2000 | تبعه كوري ديلون              |